# Coppa delle nazioni africane Under-23
La Coppa delle nazioni africane Under-23, conosciuta come Coppa d'Africa Under-23 e già nota come campionato africano Under-23, è la maggiore competizione continentale calcistica per nazionali africane Under-23. Si tiene ogni quattro anni e le migliori tre squadre di ogni edizione si qualificano per i Giochi olimpici.

## Risultati
| 2011 Dettagli | Marocco  | Gabon   | 2 - 1       | Marocco        | Egitto    | 2 - 0           | Senegal |
| 2015 Dettagli | Senegal. | Nigeria | 2 - 1       | Algeria        | Sudafrica | 0 - 0 (3-1 dtr) | Senegal |
| 2019 Dettagli | Egitto.  | Egitto  | 2 - 1 (dts) | Costa d'Avorio | Sudafrica | 2 - 2 (6-5 dtr) | Ghana   |
| 2023 Dettagli | Marocco. | Marocco | 2 - 1 (dts) | Egitto         | Mali      | 0 - 0 (4-3 dtr) | Guinea  |

## Medagliere per nazioni
| Nazione        | Vittorie  | Secondi posti | Terzi posti     | Quarti posti   |
| -------------- | --------- | ------------- | --------------- | -------------- |
| Egitto         | 1 (2019*) | 1 (2023)      | 1 (2011)        | -              |
| Marocco        | 1 (2023*) | 1 (2011*)     | -               | -              |
| Gabon          | 1 (2011)  | -             | -               | -              |
| Nigeria        | 1 (2015)  | -             | -               | -              |
| Algeria        | -         | 1 (2015)      | -               | -              |
| Costa d'Avorio | -         | 1 (2019)      | -               | -              |
| Sudafrica      | -         | -             | 2 (2015*, 2019) | -              |
| Mali           | -         | -             | 1 (2023)        | -              |
| Senegal        | -         | -             | -               | 2 (2011, 2015) |
| Ghana          | -         | -             | -               | 1 (2019)       |
| Guinea         | -         | -             | -               | 1 (2023)       |

*=Risultato ottenuto come Paese ospitante.